# Medina
Medina
(em árabe: المدينة المنورة; romaniz.: al-Madinah al-Munawwarah) é uma cidade localizada no oeste da Arábia Saudita, na região do Hejaz. O aglomerado possui cerca de 1 milhão e 300 mil habitantes (estimativa 2006) e é uma das cidades sagradas do islamismo. Até 622, quando o profeta islâmico Maomé entrou na cidade durante o episódio da história do Islamismo conhecido como Hégira, designava-se Iatrebe (Yathrib ou Iatreb). Do ponto de vista histórico-religioso, Medina foi a primeira cidade regida por princípios teocráticos adotados por Maomé, difusor do islamismo.

## História

### Antes dos judeus
A primeira menção à cidade remonta ao século VI a.C., aparecendo em textos assírios (Crônica de Nabonido) como Iatribu. Na época de Ptolomeu, o oásis era conhecido como Látripa (Lathrippa). Os primeiros povos a se instalar no oásis de Medina foram as tribos de Banu Matrauil e Banu Haufe que traçam sua linhagem de Sem, filho de Noé. Estas tribos foram as primeiros a plantar árvores e cultivar na cidade. Quando as tribos iemenitas Banu Aus e Banu Cazeraje chegaram, havia cerca de 70 tribos árabes e 20 tribos judaicas em Medina.

### Tribos judaicas
Os judeus chegaram à cidade no século II, na sequência das Guerras judaico-romanas. Houve três importantes tribos judaicas que habitaram a cidade até o século VII: a Banu Cainuca, a Banu Curaiza e a Banu Nadir. ibne Cordadebe relatou mais tarde que durante a dominação do Império Sassânida na região de Hejaz, os Banu Curaiza atuaram como coletores de impostos para o xá. Durante a guerra entre judeus e romanos no século III, muitos judeus fugiram de Jerusalém e migraram para o local de seus ancestrais, Iatrebe (atual Medina).

### Banu Aus e Banu Cazeraje
A situação mudou após a chegada do Iêmen de duas tribos árabes, chamadas Banu Aus e Banu Cazeraje. No início, essas tribos eram dependentes dos judeus, mas, posteriormente, elas se revoltaram e se tornaram independentes. Por volta do final do século V, os judeus perderam o controle da cidade para os Banu Aus e Banu Cazeraje. A Enciclopédia Judaica relata que eles agiram da seguinte forma "solicitaram ajuda do lado externo e massacraram traiçoeiramente, em um banquete, os principais judeus". Assim, as tribos Banu Aus e Banu Cazeraje finalmente tomaram o controle em Medina.
A maioria dos historiadores modernos aceita a alegação de fontes muçulmanas que, após a revolta, as tribos judaicas se tornaram clientes (subordinadas) aos Aus e Cazeraje. De acordo com William Montgomery Watt, a clientela das tribos judaicas não é corroborada pelos relatos históricos do período anterior a 627, e sustentou que os judeus mantiveram a independência política.
Ibne Ixaque fala de um conflito entre o último rei iemenita do Himiar (ou Reino Himiarita) e os moradores de Iatrebe. Quando o rei estava passando pelo oásis, os moradores mataram seu filho, e o governante iemenita ameaçou exterminar o povo e cortar as palmeiras. De acordo com ibne Ixaque, ele foi impedido de fazê-lo por dois rabinos da tribo Banu Curaiza, que imploraram ao rei para poupar o oásis, porque seria o lugar "para onde um profeta do coraixita migraria para ser sua casa e local de descanso". O rei iemenita, desta forma, não destruiu a cidade e se converteu ao judaísmo. Ele levou os rabinos com ele e, em Meca, os rabinos teriam reconhecido a Caaba como um templo construído por Abraão e aconselharam o rei a fazer o que o povo de Meca fazia: circundar o templo, venerá-lo e honrá-lo, raspar a cabeça e comportar-se com toda a humildade até deixar seu recinto." Ao se aproximarem do Iêmen, conta ibne Ixaque, os rabinos mostraram ao povo local um milagre ao saírem ileso de um incêndio, convertendo os iemenitas ao judaísmo.

### Conflito civil
Algumas vezes, as tribos Banu Aus e Banu Cazeraje brigaram entre si, sendo que na época da Hégira (migração de Maomé e seus seguidores para Medina), eles estavam em luta por 120 anos e se consideravam inimigos mortais. As tribos Banu Nadir e Banu Curaiza eram aliadas da tribo Banu Aus, enquanto a tribo Banu Cainuca era aliada da tribo Cazeraje. Eles lutaram um total de quatro guerras.
A última e mais sangrenta batalha foi a de Buate, travada alguns anos antes da chegada de Maomé. O resultado da batalha foi inconclusivo e a contenda continuou. Abedalá ibne Ubai, um chefe Cazeraje, se recusou a participar da batalha, o que lhe valeu a reputação de equidade e paz. Até a chegada de Maomé, era o habitante mais respeitado de Iatrebe.

### A chegada de Maomé
Em 622, Maomé e os muhajirun deixaram Meca e chegaram a Iatrebe, um evento transformaria o panorama político e religioso completamente; a longa inimizade entre as tribos Aus e Cazeraje foi reduzida uma vez que muitos habitantes destas duas tribos adotaram o Islamismo. Maomé, ligado a tribo Cazeraje através de sua bisavó, logo virou o chefe e uniu os muçulmanos convertidos de Iatrebe sob o nome de Ansar (os "patronos" ou "os ajudantes"). Após a chegada de Maomé, a cidade aos poucos passou a ser conhecida como Medina (literalmente "cidade" em árabe). Alguns consideram esse nome como um derivado da palavra aramaica Medinta, que os habitantes judeus teriam usado para a cidade.
De acordo com ibne Ixaque, os muçulmanos e os judeus da região assinaram um acordo, a Constituição de Medina, que comprometeu as tribos judaicas à cooperação mútua com os muçulmanos. A natureza deste documento, como registrado por ibne Ixaque e transmitido por ibne Hixame, é objeto de controvérsia entre os historiadores modernos, muitos dos quais consideram que este "tratado" é, possivelmente, uma montagem de acordos, orais e não escritos, de diferentes datas, e que não está claro exatamente quando eles foram feitos.

#### A Batalha de Badr
A Batalha de Badr foi uma batalha fundamental no início do islamismo e uma virada na luta de Maomé com seus oponentes entre os coraixitas em Meca.
Na primavera de 624, Maomé recebeu informação de suas fontes de inteligência que uma caravana de comércio, comandada por Abu Sufiane ibne Harbe e protegida por trinta a quarenta homens, estava viajando da Síria de volta para Meca. Maomé reuniu um exército de 313 homens, o maior exército que os muçulmanos já haviam posto em campo. No entanto, muitas fontes muçulmanas primitivas, incluindo o Alcorão, indicam que nenhuma luta séria era esperada, e o futuro califa Otomão ficou para trás para cuidar da esposa doente.
À medida que a caravana se aproximava de Medina, Abu Sufiane começou ouvir dos viajantes e dos cavaleiros sobre uma emboscada planejada por Maomé. Ele enviou um mensageiro chamado Dandã a Meca para alertar os coraixitas e obter reforços. Alarmados, os coraixitas reuniram um exército de 900 a 1000 homens para salvar a caravana. Muitos dos nobres coraixitas, incluindo Anre ibne Hixame, Ualide ibne Utba, Xaiba e Omaia ibne Calafe, ingressaram no exército. Entretanto, parte do exército regressou posteriormente para Meca, antes da batalha.
A batalha começou com os melhores de ambos os exércitos se apresentando para entrar em combate. Os muçulmanos enviaram Ali, Ubaidá ibne Alharite (Obeida) e Hâmeza ibne Abedal Motalibe. Em um combate três-a-três, os muçulmanos liquidaram os melhores de Meca, Hâmeza matou sua vítima logo no primeiro ataque, embora Ubaidá tenha sido mortalmente ferido.
Na sequência, ambos os exércitos começaram a atirar flechas um contra o outro. Dois muçulmanos e um número desconhecido de coraixitas foram mortos. Antes da batalha começar, Maomé havia dado ordens para os muçulmanos atacar com suas armas de longo alcance, e só enfrentar os coraixitas com armas brancas quando eles avançassem. Posteriormente, ele deu ordem para atacar, atirando um punhado de pedras em direção ao exército de Meca, o que era provavelmente um gesto tradicional árabe, enquanto gritava "Desfiguradas sejam aquelas faces!". O exército muçulmano gritou "Yā manṣūr amit!" e avançou sobre as linhas coraixitas. O exército de Meca, sem força e entusiasmo para a luta, rapidamente desistiu e fugiu. A batalha em si durou apenas algumas horas e já estava terminada no início da tarde. O Alcorão descreve a força do ataque dos muçulmanos em muitos versos, que se referem aos milhares de anjos descendo do céu em Badr para massacrar os coraixitas. Antigas fontes muçulmanas interpretam essas palavras literalmente, e existem vários hádices onde Maomé debate com o Anjo Jibril seu papel na batalha.
A Ubaidá ibne Alharite (Obeida) foi dada a honra de ser "quem atirou a primeira flecha pelo Islamismo", enquanto Abu Sufiane ibne Harbe mudou de lugar para escapar do ataque. Em retaliação por este ataque, Abu Sufiane ibne Harbe solicitou uma força armada de Meca.
Durante todo o inverno e primavera de 623 outros grupos de ataque foram enviados por Maomé de Medina.

#### A Batalha de Uude
Em 625, Abu Sufiane ibne Harbe, rei de Meca, que pagava impostos regularmente para o Império Bizantino, novamente liderou uma força de Meca contra Medina. Maomé marchou ao encontro desta força, mas antes de chegar à batalha, cerca de um terço das tropas sob comando de Abedalá ibne Ubai se retirou. Mesmo assim, as tropas de Medina marcharam adiante para a batalha, e, embora em número muito inferior, os muçulmanos foram bem-sucedidos inicialmente e empurraram as linhas de Meca para trás, deixando a maior parte do acampamento de Meca desprotegido. Quando a batalha parecia estar próxima de uma vitória muçulmana, um erro grave cometido por uma parte do exército muçulmano mudou o resultado da batalha. A desobediência às ordens de Maomé pelos arqueiros muçulmanos, que deixaram os seus postos designados para espoliar o acampamento de Meca, permitiu um ataque surpresa da cavalaria de Meca, liderada pelo veterano de guerra Calide ibne Ualide, trazendo o caos para as fileiras muçulmanas. Muitos muçulmanos foram mortos e até o próprio Maomé quase morreu, saindo gravemente ferido. Os muçulmanos tiveram que se retirar das encostas de Uude. O exército de Meca não aproveitou sua vitória para invadir Medina e retornou para Meca.

#### A Batalha da Trincheira

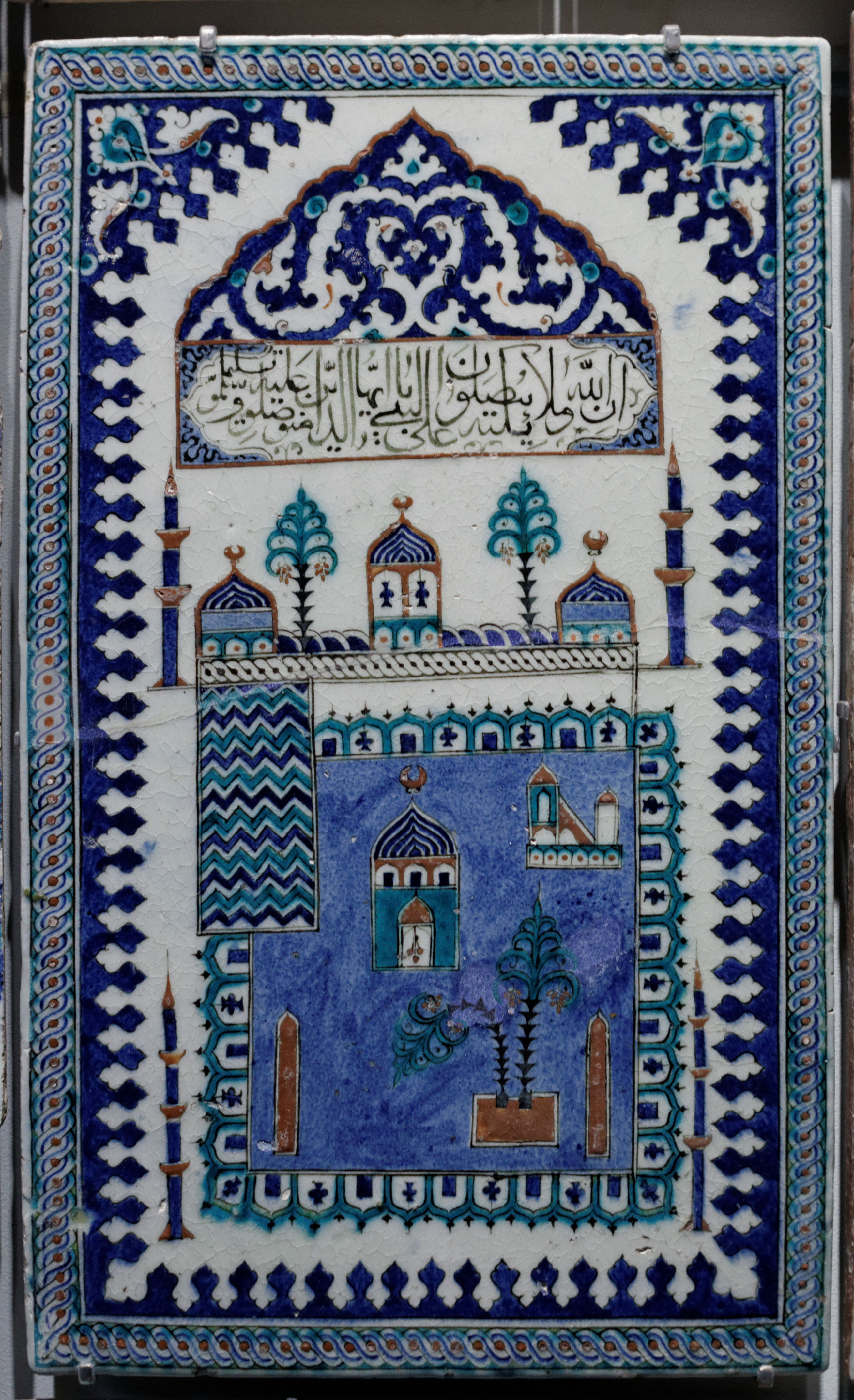
Painel representando a mesquita de Medina (atualmente na Arábia Saudita). Encontrada em İznik (Turquia), século XVIII

Em 627, Abu Sufiane ibne Harbe mais uma vez liderou as forças de Meca contra Medina. Por causa de uma trincheira escavada pelos habitantes de Medina para proteger a cidade, este evento tornou-se conhecido como a "Batalha da Trincheira". Depois de um prolongado cerco e vários conflitos, o exército de Meca se retirou. Durante o cerco, Abu Sufiane ibne Harbe havia feito um acordo com a tribo judaica remanescente dos Banu Curaiza para atacar os muçulmanos por trás das linhas. O plano, no entanto, foi descoberto pelos muçulmanos e o ataque frustrado. Isto representou uma violação da Constituição de Medina, e, após a retirada de Meca, Maomé marchou imediatamente contra os Curaiza e cercou seus redutos. Os judeus finalmente se renderam. Alguns membros da tribo Banu Aus intercederam em favor dos seus antigos aliados e Maomé concordou com a indicação de um dos seus chefes, Sade ibne Muade, como juiz. Sade julgou pela lei judaica que todos os membros masculinos da tribo deveriam ser mortos e as mulheres e crianças feitas prisioneiras, como estabelecia o Antigo Testamento em caso de traição (Deuteronômio). Esta ação foi concebida como uma medida defensiva para garantir que a comunidade muçulmana pudesse estar segura de sua sobrevivência em Medina. O historiador Robert Mantran argumenta que a partir deste ponto de vista a ação foi bem-sucedida - a partir deste ponto, os muçulmanos já não se preocupavam mais essencialmente com a sobrevivência, mas sim com a expansão e conquista.

### Cidade Capital
Nos dez anos seguintes da Hégira, Medina se tornou a base a partir da qual Maomé atacava e era atacado, e foi daí que ele marchou sobre Meca, tornando-se seu governante sem batalha. Mesmo quando a lei islâmica foi estabelecida, Medina permaneceu por alguns anos a cidade mais importante do Islã e a capital do califado.

### Medina Medieval
Sob os quatro primeiros califas, conhecido como o Califado Ortodoxo, o império islâmico se expandiu rapidamente e passou a incluir centros históricos da civilização, como Jerusalém, Damasco e Mesopotâmia. Após a morte de Ali, o quarto califa, a sede do califado foi transferida para Damasco e depois para Bagdá. A importância de Medina diminuiu e ela se transformou mais num lugar de importância religiosa do que de poder político. Após a fragmentação do Califado, a cidade se submeteu a vários governantes, incluindo os Mamelucos no século XIII e, finalmente, desde 1517, os turcos otomanos.
Em 1256, Medina foi ameaçada pelo fluxo de lava da última erupção do Harrat Rahat.

### Medina Moderna

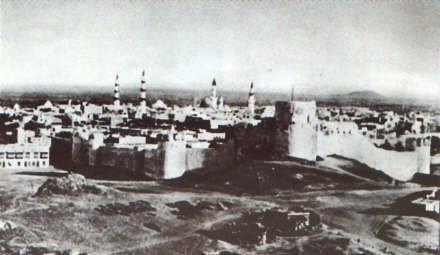
Medina em 1890

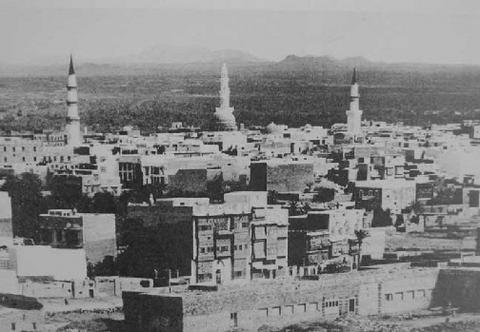
Medina em 1940

No início do século XX, durante a Primeira Guerra Mundial, Medina testemunhou um dos mais longos cercos na história. Medina era uma cidade do Império Otomano. O governo local estava nas mãos dos hachemitas como xarifes ou emires de Meca. Facri Paxá era o governador otomano de Medina. Ali bin Hussein, o xarife de Meca e líder do clã Hachemita, revoltou-se contra o califa e se aliou com a Grã-Bretanha. A cidade de Medina foi cercada por suas forças, Facri Paxá resistiu bravamente durante o Cerco de Medina desde 1916, mas em 10 de janeiro de 1919, foi forçado a se render. Após a Primeira Guerra Mundial, o hachemita Saíde Ali ibne Huceine foi proclamado rei da independente Hejaz, mas, em 1924, ele foi derrotado por Ibn Saud, que integrou Medina e Hejaz em seu reino da Arábia Saudita.
O projeto "Cidade de Conhecimento Econômico de Medina", uma cidade focada em indústrias baseadas no conhecimento, tem sido planejado e é esperado impulsionar o desenvolvimento e aumentar o número de postos de trabalho em Medina.

## Geografia
Medina está localizada no lado ocidental da Arábia Saudita nas coordenadas 24° 28′ 00″ N, 39° 36′ 00″ L a 619 metros acima do nível do mar. Está situada 430 km a norte de Meca (Makkah Al-mukarama), 150 km a leste do Mar Vermelho e 850 km da capital Riad. O município possui área total de 589 km², sendo 293 km² correspondente a área urbana (cidade).

### Clima
Medina possui um clima desértico, caracterizado por uma aridez constante e temperaturas geralmente muito quentes durante o dia. As manhãs de inverno possuem temperaturas bem mais frescas.
| Dados climatológicos para Medina     | Dados climatológicos para Medina | Dados climatológicos para Medina | Dados climatológicos para Medina | Dados climatológicos para Medina | Dados climatológicos para Medina | Dados climatológicos para Medina | Dados climatológicos para Medina | Dados climatológicos para Medina | Dados climatológicos para Medina | Dados climatológicos para Medina | Dados climatológicos para Medina | Dados climatológicos para Medina | Dados climatológicos para Medina |
| Mês                                  | Jan                              | Fev                              | Mar                              | Abr                              | Mai                              | Jun                              | Jul                              | Ago                              | Set                              | Out                              | Nov                              | Dez                              | Ano                              |
| ------------------------------------ | -------------------------------- | -------------------------------- | -------------------------------- | -------------------------------- | -------------------------------- | -------------------------------- | -------------------------------- | -------------------------------- | -------------------------------- | -------------------------------- | -------------------------------- | -------------------------------- | -------------------------------- |
| Temperatura máxima recorde (°C)      | 32                               | 36                               | 39                               | 41                               | 45                               | 47                               | 47                               | 46                               | 46                               | 42                               | 37                               | 32                               | 47                               |
| Temperatura máxima média (°C)        | 23                               | 26                               | 29                               | 34                               | 39                               | 42                               | 42                               | 42                               | 41                               | 36                               | 29                               | 25                               | 34                               |
| Temperatura mínima média (°C)        | 12                               | 14                               | 17                               | 22                               | 26                               | 28                               | 29                               | 29                               | 28                               | 23                               | 18                               | 13                               | 22                               |
| Temperatura mínima recorde (°C)      | 0                                | 3                                | 1                                | 12                               | 14                               | 19                               | 19                               | 21                               | 21                               | 11                               | 5                                | 1                                | 0                                |
| Precipitação (mm)                    | 5,1                              | 0                                | 10,2                             | 12,7                             | 5,1                              | 0                                | 0                                | 0                                | 0                                | 0                                | 10,2                             | 5,1                              | 53,3                             |
| Fonte: www.weatherbase.com 11-7-2010 |                                  |                                  |                                  |                                  |                                  |                                  |                                  |                                  |                                  |                                  |                                  |                                  |                                  |

## Demografia
De acordo com o último censo realizado em 2004, o município possui 994 175 habitantes, sendo 918 889, ou seja, 92,4% em sua área urbana. A densidade demográfica é de 1 687,9 hab/km² no município 3 136,1 hab/km² apenas na área urbana (cidade).
| Distribuição da população por sexo e nacionalidade (sauditas/não-sauditas) | Distribuição da população por sexo e nacionalidade (sauditas/não-sauditas) | Distribuição da população por sexo e nacionalidade (sauditas/não-sauditas) | Distribuição da população por sexo e nacionalidade (sauditas/não-sauditas) | Distribuição da população por sexo e nacionalidade (sauditas/não-sauditas) | Distribuição da população por sexo e nacionalidade (sauditas/não-sauditas) | Distribuição da população por sexo e nacionalidade (sauditas/não-sauditas) | Distribuição da população por sexo e nacionalidade (sauditas/não-sauditas) | Distribuição da população por sexo e nacionalidade (sauditas/não-sauditas) | Distribuição da população por sexo e nacionalidade (sauditas/não-sauditas) | Distribuição da população por sexo e nacionalidade (sauditas/não-sauditas) |
| Área de abrangência                                                        | Moradias habitadas                                                         | Sauditas                                                                   | Sauditas                                                                   | Sauditas                                                                   | Não-sauditas                                                               | Não-sauditas                                                               | Não-sauditas                                                               | População total                                                            | População total                                                            | População total                                                            |
| Área de abrangência                                                        | Moradias habitadas                                                         | Homens                                                                     | Mulheres                                                                   | Subtotal                                                                   | Homens                                                                     | Mulheres                                                                   | Subtotal                                                                   | Homens                                                                     | Mulheres                                                                   | Total                                                                      |
| -------------------------------------------------------------------------- | -------------------------------------------------------------------------- | -------------------------------------------------------------------------- | -------------------------------------------------------------------------- | -------------------------------------------------------------------------- | -------------------------------------------------------------------------- | -------------------------------------------------------------------------- | -------------------------------------------------------------------------- | -------------------------------------------------------------------------- | -------------------------------------------------------------------------- | -------------------------------------------------------------------------- |
| Município                                                                  | 177 404                                                                    | 350 378                                                                    | 353 573                                                                    | 703 951                                                                    | 185 237                                                                    | 104 987                                                                    | 290 224                                                                    | 535 615                                                                    | 458 560                                                                    | 994 175                                                                    |
| Cidade                                                                     | 163 116                                                                    | 319 606                                                                    | 320 966                                                                    | 640 572                                                                    | 174 816                                                                    | 104 450                                                                    | 279 266                                                                    | 494 422                                                                    | 425 416                                                                    | 919 838                                                                    |

## Educação
No passado, a educação em Medina estava centrada nos cantos e nas escolas corânicas espalhados pela cidade, e ao longo do tempo deixou de existir todas estas, sendo substituídas por escolas, universidades e centros educacionais.
Escolas: Medina inclui cerca de 309 escolas, incluindo 112 escolas primárias e 95 do ensino médio públicas e 102 escolas privadas.
As três universidades de Medina incluem:
- Universidade Islâmica de Medina
- Universidade Taibah
- Universidade Aberta Árabe

## Transportes

### Aéreo
O Aeroporto Internacional Príncipe Mohammad Bin Abdulaziz é o principal aeroporto que serve a cidade de Medina, está localizado 15 km a nordeste do centro da cidade e é um dos principais locais de chegada e partida de peregrinos provenientes do exterior com destino às peregrinações de Haje e Umra, em Meca. Inaugurado em 1972, inicialmente como aeroporto doméstico, pois os voos internacionais estavam limitados ao período da Hajj, foi transformado em 2006 em aeroporto internacional, devido ao aumento significativo no número de voos para os períodos da Hajj e Umrah.

### Rodovias
Medina possui uma rede de auto-estradas, que a liga ao resto das cidades e regiões da Arábia Saudita, a saber:
- Rodovia Medina - Al Qasim.
- Rodovia Medina - Tabuk.
- Rodovia Medina - Yanbu.
- Rodovia Medina - Meca.

### Ferroviário
No passado, Medina era conectada por vias-férreas à região do Levante através da Ferrovia do Hejaz, uma linha que ligava Medina a cidade de Damasco. Esta linha começou a ser construída em 1900, foi inaugurada oficialmente em 1908 e continuou a funcionar até o ano de 1916, quando, na Primeira Guerra Mundial, foi devastada pela Grande Revolta Árabe e pela queda do Império Otomano após a guerra.
Para o futuro, Medina estará ligada a Meca através do projeto chamado "trem expresso Duas Mesquitas Sagradas", um projeto de ferrovia elétrica com extensão de 450 km, que vai ligar Meca a Medina passando por Jeddah e Rabigh. A primeira fase do projeto cobrirá a construção de cinco estações de passageiros, incluindo duas em Meca, duas em Jeddah no Aeroporto Internacional Rei Abdulaziz e no centro da cidade, e a quinta estação em Medina. É esperado para a segunda fase a construção de uma outra estação em Rabigh.